# Alan Pulido
Alan Pulido (* 8. März 1991 in Ciudad Victoria, Tamaulipas) ist ein mexikanischer Fußballspieler. Der Stürmer steht seit 2020 bei Sporting Kansas City in der Major League Soccer unter Vertrag.

## Leben

### Verein
Pulido begann seine Profikarriere in der Saison 2009/10 bei den UANL Tigres und bestritt seinen ersten Einsatz in der ersten Liga am 27. Februar 2010 in einem Heimspiel gegen Monarcas Morelia, das 0:3 verloren wurde. Sein erstes Tor in der Primera División erzielte er beim 4:2-Sieg gegen den CF Pachuca am 13. April 2011. In der Apertura 2011 gewann er mit den Tigres seinen ersten Meistertitel und den insgesamt dritten des Vereins.
Im Januar 2015 verpflichtete der griechische Erstligist Levadiakos den mexikanischen Stürmer. Im Sommer 2015 ging er zu Olympiakos Piräus. Sein Debüt absolvierte er im Januar 2016 im Pokalspiel gegen den FC Chania. Er erzielte den Treffer zum 5:0 (Endstand 6:0). Pulido wurde in seiner ersten Saison griechischer Meister mit Olympiakos Piräus.
Am 30. August 2016 wurde bekannt gegeben, dass Pulido für 7,15 Millionen US-Dollar (6 Millionen Euro) nach Mexiko zurückkehrt, um für CD Guadalajara zu spielen. Pulido gab am 10. September sein Ligadebüt für Guadalajara, als er beim 2:0-Sieg gegen Chiapas in der zweiten Halbzeit eingewechselt wurde.
Am 11. Dezember 2019 wurde bekannt gegeben, dass Pulido für einen Vierjahresvertrag für 9,5 Millionen US-Dollar (9,2 Millionen Euro) als Designated Player zum Major-League-Soccer-Klub Sporting Kansas City wechselt und damit der teuerste Transfer in der Geschichte des Klubs ist. Im Januar 2022 musste sein Arbeitgeber bekannt geben, dass er wegen einer schwerwiegenden Knieverletzung die komplette Saison 2022 verpassen würde. Zur Saison 2023 gelang ihm ein eindrucksvolles Comeback mit 14 Toren in 28 Spielen der Regular Season. Für diese sportliche Leistung wurde er im November 2023 als MLS Comeback Player of the Year ausgezeichnet.

### Nationalmannschaft
Mit der mexikanischen U-20-Auswahl gewann Pulido die zwischen dem 28. März und 10. April 2011 in Guatemala ausgetragene CONCACAF U-20-Meisterschaft. Im folgenden Jahr gewann er mit der U-23-Auswahl das prestigeträchtige Turnier von Toulon.
Bei seinem Debüt für die A-Nationalmannschaft am 29. Januar 2014 markierte Pulido nach dem Führungstreffer von Oribe Peralta in der 36. Minute die weiteren drei Treffer zum 4:0-Sieg gegen Südkorea. Auch bei seinem zweiten Länderspieleinsatz im Testspiel gegen die USA am 2. April 2014 erzielte er ein Tor zum 2:2-Endstand in der 67. Minute. Nach gelegentlichen Einsätzen in Freundschaftsspielen und einem verwandelten Elfmeter im Halbfinale der CONCACAF Nations League 2021 gegen Costa Rica nahm er mit der Nationalmannschaft auch am Gold Cup 2021 teil. Während des Turniers kam er allerdings nur zu vier Kurzeinsätzen als Einwechselspieler und konnte die Finalniederlage gegen die USA nicht verhindern.

## Entführung (2016)
Am 28. Mai 2016 wurde Pulido auf Heimaturlaub in seiner Geburtsstadt Ciudad Victoria verschleppt und nach wenigen Stunden wieder befreit.

## Erfolge

### Verein
- Mexikanischer Meister: Apertura 2011, Clausura 2017
- Griechischer Meister: Super League 2015/16
- CONCACAF Champions League: 2018

### Nationalmannschaft
- Gewinn der CONCACAF U-20-Meisterschaft: 2011 (mit U-20-Auswahl)
- Sieger des Turniers von Toulon: 2012 (mit U-23-Auswahl)

### Individuelle Auszeichnungen
- MLS Comeback Player of the Year Award: 2023